# Birger Persson
Anders Birger Persson, född 26 maj 1899 i Källs-Nöbbelövs församling, Malmöhus län, död 16 augusti 1982 i Ystad, var en svensk disponent.  
Perrsson, som var son till tunnbindare Per Persson och Anna Sonesson, genomgick handelsskola och började 1924 i Liegnells grosshandel i Ystad. När denna 1932 övertogs av AB J.H. Dieden j:or blev han disponent för kontoret i Ystad. Han var styrelseledamot i De skånska landskapens historiska och arkeologiska förening, tidskriften Ale och Sällskapet barnavård samt ledamot av taxeringsnämnden. Han skrev bland annat När Biskop Brask var kyrkoherde i Löderup (1961), Bondeupproret i Skåne: ett 150-års minne (1961), Östra Vemmenhög: inför en kyrkoinvigning (1961), Per Hälsas gård (1972) och Löderups katolska präster (1972). Han tilldelades Ystads kommuns kulturpris 1977.